# ЦАР на летних Олимпийских играх 1984
Центральноафриканская Республика принимала участие в Летних Олимпийских играх 1984 года в Лос-Анджелесе (США) после пропуска трёх Олимпиад, во второй раз за свою историю, но не завоевала ни одной медали.

## Результаты

### Бокс
Спортсменов — 2
| Спортсмен     | Весовая категория | Первый раунд           | Второй раунд         | Четвертьфинал        | Полуфинал            | Финал                | Финал |
| Спортсмен     | Весовая категория | Соперник Счёт          | Соперник Счёт        | Соперник Счёт        | Соперник Счёт        | Соперник Счёт        | Место |
| ------------- | ----------------- | ---------------------- | -------------------- | -------------------- | -------------------- | -------------------- | ----- |
| Диедонн Косси | до 60 кг          | BYE                    | Дуглас Одаме Гана П  | Завершил выступления | Завершил выступления | Завершил выступления | 17    |
| Антуан Лонгуд | до 67 кг          | Рудель Обреа Румыния П | Завершил выступления | Завершил выступления | Завершил выступления | Завершил выступления | 32    |

### Лёгкая атлетика
Спортсмен — 1
| Спортсмен     | Дисциплина | Время   | Место |
| ------------- | ---------- | ------- | ----- |
| Адольф Амбово | марафон    | 2:41:26 | 70    |